# Henri Manguin
Henri Charles Manguin (1874 - 1949) foi um pintor francês. Aos 20 anos já estava inscrito na Escola de Belas-Artes de Paris, onde assistia às aulas de Gustave Moreau, e fez amizade com os pintores Henri Matisse, Georges Rouault e Albert Marquet. Sua primeira exposição foi coletiva, na galeria do renomado Berthe Weill. Três anos depois, em 1902, participou do Salão dos Independentes e em 1903 no dos Autônomos.
Fez várias viagens pela França e em 1908 começou a trabalhar como professor na Academia Ranson, que abandonou ao viajar para Nápoles com Marquet. De tempos em tempos ia para Saint-Tropez, que depois acabou sendo seu local de residência definitivo.
Esse pequeno povoado de pescadores tinha sido descoberto pelo pintor Paul Signac, que hospedava em sua casa à beira-mar outros pintores e amigos. A luz e o colorido da natureza local eram os elementos ideais para um pintor como Manguin poder dar forma a suas inquietações coloristas. A exemplo de seus colegas fauvistas, este pintor se caracterizou por uma paleta de cores intensas, beirando a violência cromática.
Está entre suas obras mais conhecidas O 14 de Julho em Saint-Tropez (1905), hoje exposta na Fundação Manguin.

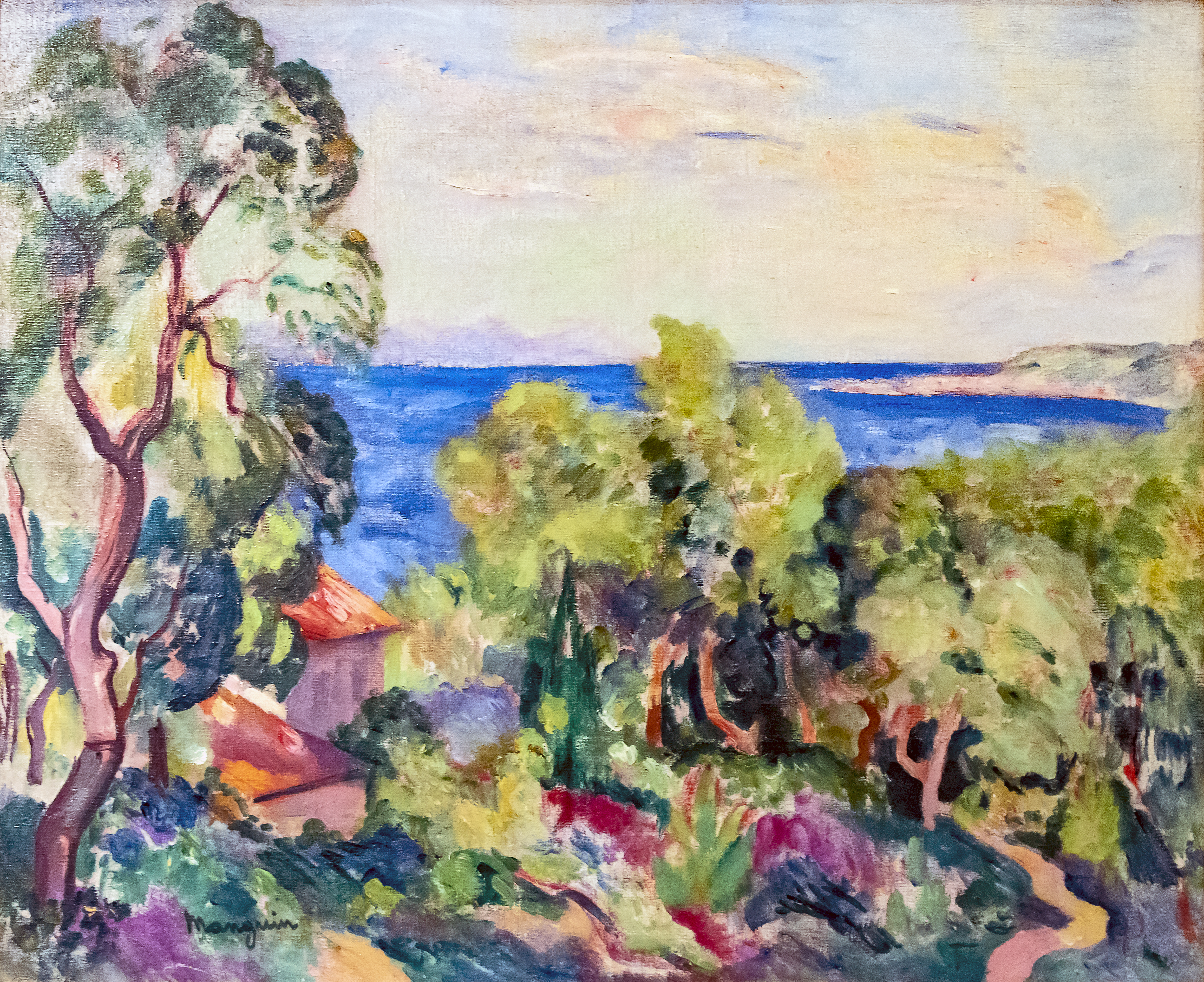
Le Golf Fondation Bemberg, Toulouse, France